# Daniel Boyarin
Daniel Boyarin (en hebreo: דניאל בויארין‎; Asbury Park, 6 de diciembre de 1946) es un historiador israelí-estadounidense. Se desempeña como profesor Hermann P. y Sophia Taubman de Cultura Talmúdica en los Departamentos de Retórica y Estudios del Cercano Oriente de la Universidad de California en Berkeley.

## Biografía
De origen litvak, se crio en Asbury Park, Nueva Jersey, donde asistió a Freehold High School. Graduado de la promoción de 1964, fue incluido en el salón de la fama de la escuela en 2009.
Se educó en el Goddard College, el Seminario Teológico Judío y la Universidad de Columbia antes de obtener su doctorado en el Seminario Teológico Judío de América. Se mudó a Israel, pero desarrolló opiniones antisionistas en respuesta a lo que, según él, fue una política israelí de romper brazos y piernas a manifestantes palestinos durante la Primera Intifada. Ha enseñado en la Universidad Ben-Gurión del Néguev, la Universidad Hebrea de Jerusalén, la Universidad Bar Ilán, la Universidad Yale, Harvard, la Universidad Yeshiva y la Universidad de California en Berkeley. Es miembro del seminario Enoch y del Consejo Asesor de la revista Henoch. En 2005 fue elegido miembro de la Academia Estadounidense de Artes y Ciencias.
Varios estudiantes de Boyarin, entre ellos Christine Hayes, Charlotte Fonrobert y Azzan Yadin, ocupan puestos rabínicos en varias universidades estadounidenses. La película nominada al Oscar de Joseph Cedar Footnote alude en una broma recurrente sobre un punto fino de la erudición talmúdica a Boyarin y su reputación de gran erudición.

### Vida personal
Nacido en Nueva Jersey, tiene doble ciudadanía estadounidense e israelí. Está casado con Chava Boyarin, profesora de hebreo en UC Berkeley. Tiene dos hijos. Su hermano, Jonathan Boyarin, también es un erudito y los dos han escrito juntos. Se ha definido a sí mismo como un "judío rabínico de la diáspora".

## Opiniones y puntos de vista
Apoya su argumento de que la pasividad es esencial para el judaísmo con la observación de que el judaísmo adora a una poderosa figura de autoridad masculina que exige obediencia, y con evidencia documental como Hagadá, guías de oración para el ritual de la Pascua judía del Séder, que muestran al hijo sabio como el erudito retirado y el hijo malvado como el hombre de guerra. Esto lo lleve a oponerse al sionismo, ya que siente que el elemento necesario de actividad y guerra que implica gobernar una tierra está en desacuerdo con lo que él identifica como la corriente auténtica y persistente de erudición que define la tradición. Martha Nussbaum le atribuye la idea de que las sensibilidades judías "remodelaron las normas romanas de virilidad, haciendo la sorprendente afirmación de que el verdadero hombre se sienta quieto todo el día con un libro y tiene la forma corporal de alguien que hace precisamente eso".
También escribió extensamente sobre estudios talmúdicos y midráshicos. Su trabajo se centró en estudios culturales en el judaísmo rabínico, y también incluye la cuestión de género y sexualidad, e investigaciones también sobre los judíos como pueblo colonizado. Sus intereses de investigación actuales se centran principalmente en cuestiones de la relación entre el judaísmo y el cristianismo en la antigüedad tardía y la genealogía del concepto de "religión".

### Opiniones sobre Israel
Es antisionista y ha sido muy crítico con los gobiernos israelíes. En el prefacio de uno de sus libros, donde analiza las muchas versiones del judaísmo en la antigüedad tardía y el modelo binario que guarda las definiciones del judaísmo, escribe de pasada:
"En las escaleras de mi sinagoga, en Berkeley, en Rosh Hashaná este año, me dijeron que debería estar orando en una mezquita, y otros judíos están lanzando diariamente versiones de esto, menos crudas quizás, contra los judíos. [...] Más punzante para mí es el dolor de ver cómo una tradición, mi judaísmo, al que he dedicado mi vida, se desintegra ante mis ojos. Muchos cristianos han dicho que el cristianismo murió en Auschwitz, Treblinka y Sobibor. Temo, Dios no lo quiera, que mi judaísmo esté muriendo en Nablus, Deheishe, Betein (Bethel) y El-Khalil (Hebrón) [...] Si no somos por nosotros mismos, me dicen otros judíos, ¿quién será? ¿para nosotros? Y yo respondo, pero si somos para nosotros solos, ¿qué somos?"
Esta observación, que, según Sylvain Cypel, reflejaba la actitud expresada por el filósofo israelí Yeshayahou Leibowitz, fue considerada blasfema cuando fue publicada.
En un ensayo muy publicitado, Alvin H. Rosenfeld, director del Instituto para el Estudio del Antisemitismo Contemporáneo, criticó a Boyarin por estas palabras – y en particular por el paralelo con el Holocausto, que, según Rosenfeld, es "una señal segura de que el pensamiento lúcido ha sido reemplazado por el sesgo" – y concluye que a través de estos comentarios, "la identidad judía se afirma en oposición al Estado judío". El "controvertido informe" de Rosenfeld y, especialmente, su uso de citas, han sido criticados por sacar las cosas de contexto.